# Règle de primauté du masculin
La règle de primauté du masculin est une convention linguistique qu'on résume souvent par la formule « le masculin l'emporte sur le féminin ». 

## Principe
Lorsque le genre masculin (genre « non marqué », héritier du neutre en latin) rencontre le genre féminin (genre « marqué ») dans une même phrase, l'accord commun sera fait au masculin générique (« non marqué ») quel que soit le nombre de sujets féminins ou masculins et leur emplacement. 
- Exemple : j'ai rencontré trois filles et un garçon, ils avaient l'air sympathiques.

C'est la règle qui s'applique dans le français en usage en France, et soutenue par l'Académie française et la grammaire scolaire.

## Origine
Le latin (dont est issu le français) connaissait trois genres grammaticaux, comme aujourd'hui encore l'allemand : le masculin, le féminin et le neutre. La grande ressemblance entre le masculin (-us à la 2e déclinaison) et le neutre (-um à la 2e déclinaison) les a fait se rapprocher puis se confondre à la suite de la chute phonétique de la consonne finale (phénomène d'amuïssement) dès la fin de l'Antiquité,. Le masculin est donc devenu le genre « par défaut », ce qui explique qu’il intervient dans l’accord par résolution (la fille et le garçon sont partis), comme indéfini (ils ont encore augmenté les impôts), impersonnel (il pleut), ou neutre (c’est beau). Cette évolution a débouché au Moyen Âge sur un système à deux genres grammaticaux (aujourd'hui en vigueur dans presque toutes les langues romanes), qu'on désigne parfois par les expressions « genre non marqué » (masculin, parfois appelé aussi « masculin générique ») et « genre marqué » (féminin). Par exemple, le mot « chat » peut être soit commun (chat dont on ignore le sexe), soit masculin (chat de sexe mâle), alors que « chatte », substantif marqué, désigne nécessairement une féline femelle. Mais le féminin est, parfois, également utilisé en tant que forme non marquée (la pie, la mésange, la girafe, etc.).
Cette règle s'impose dans le langage courant à la fin du XVIIIe siècle et au début du XIXe siècle.

## Débats
Partant d'une lecture politique de la formule scolaire « le masculin l'emporte sur le féminin », certaines féministes ont vu dans cette règle grammaticale un mécanisme de domination masculine. Ainsi, on peut relever des justifications d'allure sexiste chez certains grammairiens classiques comme Scipion Dupleix (« Parce que le genre masculin est le plus noble, il prévaut tout seul contre deux ou plusieurs féminins, quoiqu’ils soient plus proches de leur adjectif. » dans Remarques sur la langue françoise, 1651) ou Nicolas Beauzée (« Le genre masculin est réputé plus noble que le féminin à cause de la supériorité du mâle sur la femelle », 1767).
Encore aujourd'hui, les implications sociales de cette règle sont débattues. Certains considèrent que la « noblesse » évoquée par Scipion Dupleix est purement linguistique, et n'a pas prétention à constituer une métaphore sociale.

## Alternative
Une autre règle, la règle de proximité consiste à accorder le genre et parfois le nombre de l’adjectif avec le plus proche des noms qu’il qualifie, ainsi que le verbe avec le plus proche des chefs des groupes coordonnés formant son sujet. Elle est par exemple présente en latin et en grec ancien.
Cette règle était utilisée par certains auteurs aux XVIIe et XVIIIe siècles, notamment par le grammairien Claude Favre de Vaugelas (1585-1650), l'un des premiers membres de l'Académie, et par Racine dans Athalie (1691). On peut la retrouver aujourd'hui dans certains usages comme « les belles villes et villages français ».